# Desaguadero (rzeka w Boliwii)
Desaguadero – rzeka w Boliwii o długości 320 km oraz powierzchni dorzecza 35 000 km². 
Desaguadero wypływa z jeziora Titicaca, a uchodzi do jeziora Poopó. Jest jedną z najwyżej położonych rzek na świecie, gdyż płynie na wysokości ponad 3650 m n.p.m.